# 안드레이 데니소프

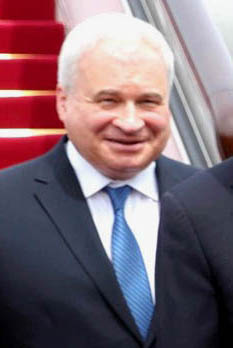
안드레이 데니소프

안드레이 이바노비치 데니소프(러시아어: Андре́й Ива́нович Дени́сов, 1952년 10월 3일 ~ )는 러시아의 외교관이다.
1974년, 모스크바 국제 관계 대학교를 졸업하였다. 2000년 이집트 아랍공화국 주재 러시아 연방대사관 특명전권대사, 2001년 러시아 연방 외교부 차관, 2004년부터 2006년까지 국제연합 주재 러시아 연방대표부 특명전권대사 겸 국제연합안전보장이사회 러시아 연방 상임대표를 역임했다. 2006년부터 2013년까지 러시아 연방 외교부 제1차관을 역임했고, 2011년 러시아 연방 국제 문제위원회 간부 회원이 되었으며, 2013년부터 중화인민공화국 주재 러시아 연방대사관 특명전권대사를 역임하고 있다.